# Diòxid de carboni a l'atmosfera terrestre

Concentracions atmosfèriques mesurades a l'Observatori de Mauna Loa des del 1958 fins al 2022 (també anomenada corba de Keeling). Les concentracions de diòxid de carboni han variat àmpliament al llarg dels 4.540 milions d'anys d'història de la Terra. No obstant això, l'any 2013 la concentració mitjana diària de a l'atmosfera va superar les 400 parts per milió (ppmv)- aquest nivell no s'ha arribat mai des de mitjan Pliocè, fa entre 2 i 4 milions d'anys.

A l'atmosfera terrestre, el diòxid de carboni és un gas traça que juga un paper integral en l'efecte hivernacle, el cicle del carboni, la fotosíntesi i el cicle del carboni oceànic. És un dels diversos gasos d'efecte hivernacle a l'atmosfera de la Terra. La concentració mitjana global actual de CO₂ a l'atmosfera és de 421 ppm al maig de 2022 (0,04%). Es tracta d'un augment del 50% des de l'inici de la Revolució Industrial, des de les 280 ppm durant els 10.000 anys anteriors a mitjans del segle XVIII. L'augment es deu a l'activitat humana. La crema de combustibles fòssils és la principal causa d'aquest augment de les concentracions de CO₂ i també la principal causa del canvi climàtic. Altres grans fonts antropogèniques inclouen la producció de ciment, la desforestació i la crema de biomassa.
Tot i que és transparent a la llum visible, el diòxid de carboni és un gas d'efecte hivernacle que absorbeix i emet radiació infraroja a les seves dues freqüències de vibració infraroja actives. CO2 absorbeix i emet radiació infraroja a longituds d'ona de 4,26 μm (2.347 cm−1) (mode vibracional d'estirament asimètric) i 14,99 μm (667 cm−1) (mode vibracional de flexió). Té un paper important en la influència de la temperatura superficial de la Terra a través de l'efecte hivernacle. L'emissió de llum de la superfície terrestre és més intensa a la regió infraroja entre 200 i 2500 cm−1, a diferència de l'emissió de llum del Sol molt més calent que és més intensa a la regió visible. L'absorció de la llum infraroja a les freqüències de vibració del CO2 atmosfèric atrapa l'energia prop de la superfície, escalfant la superfície i l'atmosfera inferior. Menys energia arriba a l'atmosfera superior, que per tant és més fresca a causa d'aquesta absorció.
Els augments de les concentracions atmosfèriques de CO2 i altres gasos d'efecte hivernacle de llarga vida com el metà, l'òxid nitrós i l'ozó augmenten l'absorció i l'emissió de radiació infraroja per l'atmosfera, provocant l'augment observat de la temperatura global mitjana i l'acidificació dels oceans. Un altre efecte directe és l'efecte de fertilització amb CO₂. Aquests canvis causen una sèrie d'efectes indirectes del canvi climàtic sobre el medi físic, els ecosistemes i les societats humanes. El diòxid de carboni exerceix una influència global més gran sobre l'escalfament que tots els altres gasos d'efecte hivernacle junts. Té una vida atmosfèrica que augmenta amb la quantitat acumulada de carboni fòssil extret i cremat, a causa del desequilibri que aquesta activitat ha imposat al cicle ràpid del carboni de la Terra. Això significa que una part (un 20-35%) projectat del carboni fòssil transferit fins ara persistirà a l'atmosfera com a nivells elevats CO2 durant molts milers d'anys després que aquestes activitats de transferència de carboni comencin a disminuir. El cicle del carboni és un cicle biogeoquímic en el qual s'intercanvia carboni entre els oceans, el sòl, les roques i la biosfera de la Terra. Les plantes i altres fotoautòtrofs utilitzen l'energia solar per produir carbohidrats a partir del diòxid de carboni atmosfèric i l'aigua mitjançant la fotosíntesi. Gairebé tots els altres organismes depenen dels hidrats de carboni derivats de la fotosíntesi com a font principal d'energia i compostos de carboni.
La concentració atmosfèrica actual de CO2 és la més alta dels últims 14 milions d'anys. Les concentracions de CO2 a l'atmosfera van ser tan altes com 4.000 ppm durant el període Cambrià fa uns 500 milions d'anys, i tan baixes com 180 ppm durant la glaciació quaternària dels darrers dos milions d'anys. Els registres de temperatura reconstruïts durant els darrers 420 milions d'anys indiquen que les concentracions CO2 atmosfèriques van assolir un màxim d'aproximadament 2.000 ppm durant el període Devonià (400 Ma) i de nou en el període Triàsic (220–200 Ma) i va ser quatre vegades els nivells actuals durant el període Juràssic (201–145 Ma).

Entre 1850 i 2019, el Global Carbon Project calcula que aproximadament 2/3 parts de l'excés d'emissions de diòxid de carboni han estat causades per la crema de combustibles fòssils, i una mica menys de la meitat s'ha quedat a l'atmosfera.

## Concentració actual i tendències futures
Des de l'inici de la Revolució Industrial, la concentració CO2 atmosfèrica ha anat augmentant, provocant l'escalfament global i l'acidificació dels oceans. Al maig de 2022, el nivell mitjà mensual de CO2 a l'atmosfera terrestre va assolir les 421 parts per milió per volum (ppm). "Parts per milió" es refereix al nombre de molècules de diòxid de carboni per milió de molècules d'aire sec. Anteriorment, el valor era de 280 ppm durant els 10.000 anys fins a mitjans del segle XVIII.
Cada part per milió de CO2 a l'atmosfera representa aproximadament 2,13 gigatones de carboni, o 7,82 gigatones de CO2.
L'any 2021 es va assenyalar que "les taxes actuals d'augment de la concentració dels principals gasos d'efecte hivernacle (diòxid de carboni, metà i òxid nitrós) són sense precedents en almenys els últims 800.000 anys".